# Elaphoglossum serpens
Elaphoglossum serpens és una espècie rara de falguera de la família Dryopteridaceae, que només creix al Cerro de Punta, la muntanya més alta de Puerto Rico.
Fou inclosa en el llistat federal d'espècies en perill dels Estats Units el 1993. La falguera va ser descrita el 1947 en els espècimens trobats al Monte Jayuya. Aquest hàbitat va ser netejat per la construcció i la planta es va extingir. Més tard va ser localitzada al Cerro de Punta.
Aquesta falguera és un epífit que creix en els troncs de l'espècie d'arbre Lyonia rubiginosa var. stahlii. Només hi ha sis arbres que junts acullen les 22 falgueres. El cim Cerro de Punta és cobejat per la seva ubicació ideal per a instal·lacions de telecomunicacions i la construcció d'aquestes ha comportat la destrucció d'una part del bosc.
La falguera produeix unes quantes frondes de dos tipus diferents. La fronda estèril té una longitud de fins a 19 centímetres de llarg amb una fulla a l'extrem de fins a 8 centímetres de llarg per 3,5 d'ample. La fronda fèrtil té fins a 18 centímetres de llarg i té una fulla més petita, de fins a 4 centímetres de llarg i només aproximadament un centímetre d'amplada.
La falguera creix en troncs d'arbres de molsa al bosc d'elfins del cim més alt de l'illa de Puerto Rico. Aquesta selva nebulosa té un curt, dens dosser arbori no més alt d'aproximadament 7 metres. És molt humit, ventós, i té els terres saturats pobres en nutrients.
La seva única ubicació i la destrucció de l'hàbitat per l'aldarull en tota l'àrea, podria significar l'extinció de l'espècie. El cim de muntanya fou fortament afectat per l'Huracà Hugo el 1989.